# Довженок Фелікс Кіндратович
Фелікс Кондратьєвіч Довженок (рос. Феликс Кондратьевич Довженок) (20 травня 1944) — російський дипломат. Генеральний консул Російської Федерації в Одесі (Україна) (2002–2006).

## Біографія
Народився 20 травня 1944 року. У 1968 році закінчив Білоруський державний університет. Дипломатичну академію МЗС СРСР (1987); Володіє польською та англійською мовами.
З 1987 року працював на різних дипломатичних посадах в центральному апараті МЗС СРСР і МЗС РФ і за кордоном;
У 1992 році — радник Міністерства іноземних справ РФ, відповідальний секретар державної делегації РФ на переговорах з Республікою Таджикистан.
У 1996–1998 — генеральний консул РФ у таджикському місті Ходжент;
У 2002–2006 — Генеральний консул Російської Федерації в українському місті Одеса.

## Дипломатичний ранг
- Надзвичайний і Повноважний Посланник 2 класу (2002)